# Ero guro nansensu
Ero guro nansensu és un moviment artístic i literari d'origen japonès que es caracteritza principalment per combinar l'erotisme amb la representació de la violència. Va sorgir com a reacció a la moralitat ultraconservadora de la dècada del 1920 i 1930. Com a gènere s'aplica a textos literaris, la il·lustració gràfica, els còmics i cinema.
El nom és wasei-eigo (paraula japonesa formada a partir de paraules en anglès) de erotic (eròtic), grotesque (grotesc) i non sense (absurd).

## Història
Des dels inicis fou perseguit pel seu caràcter de reacció al conservadorisme. Altres fonts afirmen que l'ero guro nansensu era un tret cultural de la xicoteta burgesia, sent la cultura proletària una oposició d'aquesta malgrat que es donaven materials una a l'altra.
El 1940 el govern japonès forçà als dibuixants de còmics que formaren part de l'Associació de Nous Dibuixants del Japó, sotmetent-los a una censura que acabaria amb el gènere.
Sent principalment un moviment literari, en la revista Shinseinen publicaren autors del gènere emblemàtics com Ranpo Edogawa (que tractava temes dels coneixements de l'era Showa: la psicoanàlisi de Sigmund Freud, la criminologia i els estudis de gènere i sexualitat), Kyūsaku Yumeno (que tractava els temes de la sexualitat, l'esquizofrènia i l'imperialisme japonés) i Ozaki Midori (aquest va introduir temes típics del gènere des d'una perspectiva feminista: la hibridació, allò siniestre, l'acoblament home-màquina, la necrofília i el sadomasoquisme).
Durant el període Showa, la censura que perseguia les dissidències polítiques obligaren als autors del moviment centrar-se en assumptes no polítics com les perversions sexuals.
Destaca durant el període d'entreguerres, el fotògraf i il·lustrador que cultivà el gènere, Seiu Ito (1882-1961). Baix una marcada influència dels gravats tradicionals ukiyo-e shunga (gravats de contingut sexual) i muzan-e (representacions d'escenes de tortura), Ito és "considerat com el pare del BDSM nipó", sent el pare d'un gènere que ho tenia difícil per gaudir de difusió amb l'aprovació del Codi Penal japonès (1907) que "prohibia la representación de los genitales".
Durant la Segona Guerra Mundial va desaparèixer. Posteriorment a la guerra resurgí amb dificultats, parcialment per la censura occidental.
Un dels autors de relats eroguro fou Ranpo Edogawa. En l'àmbit del cinema destaca la producció de la dècada del 1950 de Ishii Teruo, que adaptà obres de Ranpo.
A principis del segle xxi, destaca el cinema eroguro de Sion Sono. Un dels principals mangaka és Shintaro Kago.
El manga ero-guro de Uziga Waita, M, fou adaptat a una pel·lícula live-action per la dècada de 2010.